# État satellite
Un État satellite est, en politique, un pays officiellement indépendant de droit, mais en fait sous la coupe ou sous la forte influence politique, économique et militaire d’un autre pays, par analogie avec des lunes tournant autour d’une grosse planète.

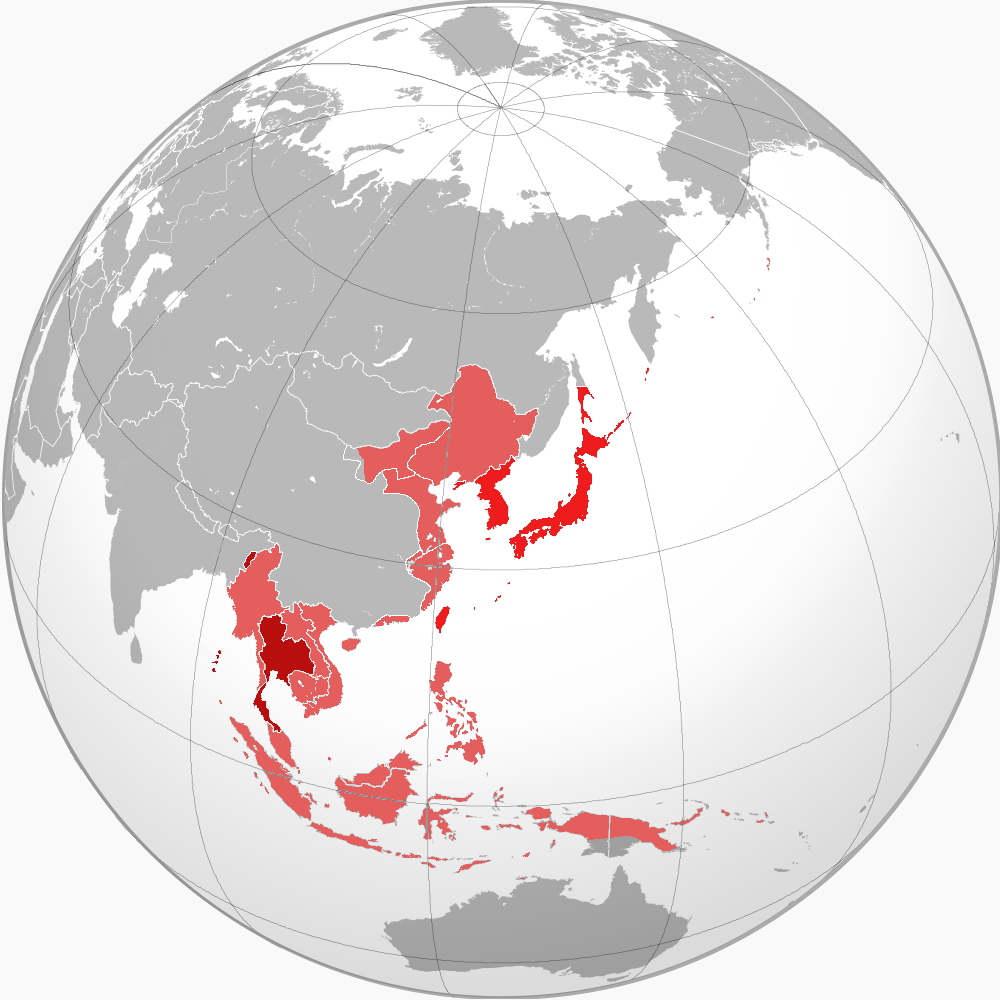
La « planète » impériale japonaise et ses « lunes » en 1942.

## États satellites au sein d'organisations internationales
Parmi les nombreuses organisations internationales, certaines ont comme centre prépondérant d'influence économique, politique et militaire, un État beaucoup plus puissant que les autres membres, qui en dépendent sur divers plans : si de jure tous les membres de ces organisations sont égaux entre eux, de facto les plus modestes sont des « satellites » du plus fort et prospère, qui peut parfois être une ancienne métropole coloniale ; à titre d'exemples, :
- le Royaume-Uni est, économiquement, l'élément dominant au sein du Commonwealth ;
- la France est, économiquement, l'élément dominant au sein de l'Agence universitaire de la Francophonie (AUF) et de l'Organisation internationale de la francophonie (OIF), mais aussi d'organisations dont elle n'est pas membre, mais seulement partenaire, comme la Cedeao, la Cemac, l'Ohada et l'Uémoa en Afrique francophone (zone d'influence informellement surnommée « Françafrique ») ;
- Bien qu'ils perdent du terrain face à la Chine, les États-Unis restent l'élément dominant au sein de l'OMC, de la banque mondiale (13 présidents américains sur quatorze de 1946 à 2019), du FMI (où les États-Unis disposent à eux seuls de 16,74 % des votes[3]) et de façon plus durable au sein de l'OEA, de l'Alena, de l'OTAN ainsi que de l'OCDE et du G7 ;
- la Chine est l'élément économiquement dominant de la BAII, de l'OBOR et de l'OCS, mais aussi d'organisations dont elle n'est pas membre, mais seulement partenaire, comme l'Asean et la plupart des organisations internationales d'États africains ;
- la Russie est l'élément dominant de la CEI (qui regroupe 9 anciennes républiques l'soviétiques), de l'UEE et de l'OTSC.

## États satellites historiques
- Républiques sœurs (1796-1810, États satellites de la Première République durant les guerres de la Révolution française) ;
- Royaumes napoléoniens[4] (1810-1815, États satellites de l'Empire français durant les guerres napoléoniennes) ;
- Régence d'Alger (1710-1830, État satellite de l'Empire ottoman) ;
- Régence de Tripoli (1851-1911, État satellite de l'Empire ottoman) ;
- Khédivat d'Égypte (1867-1914, État satellite de l'Empire ottoman)[5] ;
- Sultanat d'Égypte, devenu royaume en 1922 (1914-1953, État satellite de l'Empire britannique) ;
- Raj britannique (1858-1948, État satellite de l'Empire britannique) ;
- États malais fédérés (1896-1946, protectorat de l'Empire britannique) ;
- Protectorat français au Maroc (1912-1956, protectorat des Troisième et Quatrième République françaises) ;
- Mandat français sur la Syrie et le Liban (1920-1946, mandat français).

### États satellites duTroisième Reich
- Protectorat de Bohême-Moravie (1939-1945, structure semi-étatique mise en place par l'Allemagne) ;
- Gouvernement général de Pologne (1939-1944, structure semi-étatique mise en place par l'occupant) ;
- Protectorat du Danemark (1940-1943, structure semi-étatique mise en place par l'occupant) ;
- Reichskommissariat Niederlande (1940-1944, structure semi-étatique mise en place par l'occupant) ;
- Reichskommissariat Belgien-Nordfrankreich (1940-1944, structure semi-étatique mise en place par l'occupant) ;
- Reichskommissariat Norwegen (1940-1945, structure semi-étatique mise en place par l'occupant) ;
- Reichskommissariat Ostland (1941-1944, structure semi-étatique mise en place par l'occupant) ;
- Reichskommissariat Kaukasus (1941-1943, structure semi-étatique mise en place par l'occupant) ;
- Reichskommissariat Moskowien (1941, structure semi-étatique mise en place par l'occupant) ;
- Reichskommissariat Ukraine (1941-1944, structure semi-étatique mise en place par l'occupant) ;
- République slovaque (1939-1945, État allié de l'Allemagne) ;
- État indépendant de Croatie (1941-1945, État allié de l'Allemagne) ;
- État français (1940-1944, État théoriquement neutre, mais collaborant avec l'Allemagne, y compris militairement contre les Alliés ) ;
- État collaborateur monégasque (1943-1944) ;
- Royaume de Hongrie (1944-1945, État allié de l'Allemagne) ;
- Roumanie fasciste (1940-1944, État allié de l'Allemagne) ;
- Bulgarie fasciste (1940-1944, État allié de l'Allemagne) ;
- Gouvernement serbe de salut national (1941-1944, État fantoche théoriquement neutre, mais collaborant avec l'Allemagne) ;
- État collaborateur grec (1941-1944, État fantoche théoriquement neutre, mais collaborant avec l'Allemagne) ;
- République sociale italienne (1943-1945, État fantoche de l'Allemagne).

### États satellites de l'empire du Japon
- Mandchoukouo (1932-1945, monarchie fantoche mise en place par l'occupant japonais en Mandchourie chinoise) ;
- Mengjiang (1936-1945, structure semi-étatique mise en place par l'occupant japonais en Mongolie-Intérieure chinoise) ;
- Empire coréen (1905-1910, Protectorat du Japon jusqu'à l'annexion de la péninsule coréenne en 1910 par l'empire du Japon) ;
- République des Philippines (1943-1945) ;
- Municipalité de la Grande Voie de Shanghai (1937-1938, municipalité fantoche établie à Pudong) ;
- Gouvernement réformé de la république de Chine, Gouvernement provisoire de la république de Chine, Gouvernement national réorganisé de la République de Chine (1937-1945, structure-écran mise en place par l'occupant japonais dans la partie de la Chine qu'il contrôlait) ;
- Indochine du régime de Vichy collaborant avec le Japon, et Indochine indépendante sous occupation japonaise (1940-1945, protectorat de fait du Japon) ;
- Empire du Viêt Nam, Royaume fantoche du Laos (en) et Royaume du Cambodge (1945, monarchies fantoches mises en place par l'empire japonais en Indochine française) ;
- État de Birmanie et Gouvernement provisoire de l'Inde libre (1943-1945, gouvernements fantoches mis en place par des révolutionnaires nationalistes) ;
- Royaume de Thaïlande (1941-1945, État allié du Japon) ;
- Malaisie et Indes orientales (1941-1945, occupation militaire japonaise).

### États satellites de l'URSS
- République populaire mongole (1924-1991) ;
- République populaire touvaine (1921-1944, intègre l'URSS en 1945 comme RSSA de la RSFS russe) ;
- Seconde République du Turkestan oriental (1944-1949, créée par l'URSS en Chine en attendant que le Parti communiste chinois puisse en prendre le contrôle) ;
- République populaire de Pologne (1944-1989) ;
- Régime communiste de Roumanie (1945-1968, La Roumanie, sous Nicolae Ceaușescu,s'éloigne de l'orbite de l'Union Soviétique en 1968 dans le cadre du Printemps de Prague) ;
- République fédérative socialiste de Yougoslavie (1945-1948, rompt les liens avec l'Union Soviétique en 1948));
- République populaire de Bulgarie (1946-1990) ;
- République socialiste tchécoslovaque (1948-1989) ;
- République démocratique allemande (1949-1990) ;
- République populaire de Hongrie (1949-1989) ;
  - République populaire socialiste d'Albanie (1946-1961, quitte le pacte de Varsovie et le Caem) ;
- République démocratique d'Afghanistan (1978-1987).